# Тумарало
Тумарало (енгл. Roverandom) је бајка за децу Џ. Р. Р. Толкина, написана 1925. године, али први пут објављена тек 60-ак година касније, постхумно, 1998. Књига је илустрована оригиналним Толкиновим илустрацијама.

## О настанку приче
Прича Тумарало настала је у лето 1925. године, када је Толкин био са породицом на одмору у Филију, градићу на Јоркширској обали који је и данас познато туристичко место. Његов најстарији син Џон имао је тада непуних осам година, Мајкл пет, а најмлађи Кристофер био је још беба. Омиљена Мајклова играчка био је мали оловни пас обојен у бело, са црним тачкама. Док су се играли на плажи мали бели пас изгубио се на белом шљунку. Мајкл је био неутешан. Заједно са оцем и старијим братом тражио је играчку тог и наредног дана, али је никада нису пронашли. Како би утешио сина и нашао објашњење за нестанак пса, Толкин је смислио причу о правом псу Роверу (у српском издању име пса преведено је као Луталица) кога на плажи губи дечак веома сличан Мајклу. Пас на плажи среће смешног „чаробњака из песка” и касније доживљава бројне авантуре.
Толкин ову причу никада није до краја припремио за објављивање. Она је објављена постхумно, више од 60 година после њеног настанка. Уз дозволу Кристофера Толкина и захваљујући сећањима Џона Толкина приређивачи су исправили неколико грешака у рукопису и она је први пут објављена 1998. године.
Неки критичари сматрају да су управо захваљујући овим причама, које је углавном смишљао за своју децу, касније настала његова далеко амбициознија дела: Хобит и Господар прстенова. Приче су углавном биле обичне. Свега неколико је забележио, а само мали број је био завршен. Толкин се од 1920. године, када је написао прво у серији Писама од Деда Мраза, у потпуности задовољавао да буде приповедач својој деци. За разлику од других Тумарало је комплетна и добро урађена прича. Издваја се од осталих прича из овог периода по огромном задовољству с којим се играо речима, а у њу је такође ушло и доста биографског материјала. У њој је место нашла цела Толкинова породица, укључујући и самог аутора, као и кућа у којој су боравили и плажа у Филију.

## Радња
Ровер је обично мало штене које се изгубило на обали мора, све док не налети на мрзовољног старца коме одгризе део панталона. Испоставља се да је старац заправо чаробњак Артаксеркс, који га је због тога претворио у пса играчку. На срећу, Ровер наилази на још једно магично биће, љупког и љубазног „чаробњака из песка” по имену Псаматос. Тај чаробњак га одводи у разне авантуре на Месец, где проводи време са Човеком на Месецу и његовим крилатим псом, а затим креће да пронађе кита који говори, морског пса, морску змију и змаја. Ровер је слатки мали пас који лута месецом, океаном и копном, разговара са шкампима и гњави чаробњаке. Мрзовољни чаробњаци су такође одлично разрађени ликови који подсећајући на Гандалфа.

## Српско издање
Толкинова прича Тумарало први пут је на српском објављена 1998. године, у издању издавачка кућа Моно и Мањана. Занимљиво је да је објављено истовремено када и прво оригинално издање на енглеском. Једна је у едицији од четири Толкинове приче за децу објављене као засебна дела:
- Ковач из Великог Вутона
- Фармер Гил од Хама
- Авантуре Тома Бомбадила
- Тумарало